# Demianowska Dolina
Demianowska Dolina (słow. Demänovská Dolina, węg. Deménvölgy) – gmina wiejska (obec) położona w północnej Słowacji, w powiecie Liptowski Mikułasz, w Niżnych Tatrach, w dolinie o tej samej nazwie. Zajmuje powierzchnię 4785 ha i liczy jedynie ok. 285 stałych mieszkańców (2011).
Została utworzona 1 czerwca 1964 r. z osad Bodice, Demänova (dzisiaj wchodzące w skład Liptowskiego Mikułasza), Tri Studničky, Jaskyne, Repiská, Lúčky i Jasná.
Miejscowość jest ważnym centrum turystycznym – posiada dobrą bazę noclegową, a z terenu gminy wychodzą liczne szlaki turystyczne (m.in. na Chopok i Dumbier) oraz rowerowe. Turystów przyciągają również jaskinie (najbardziej znane to Demianowska Jaskinia Wolności oraz Demianowska Jaskinia Lodowa), a zimą ośrodek narciarski Chopok Sever w Jasnej.